# آپراکسی
کنش‌پریشی یا آپراکسی (به انگلیسی: Apraxia) اختلالی حرکتی است که در اثر آسیب به مغز (به‌ویژه کورتکس آهیانه خلفی یا جسم پینه‌ای) ایجاد می‌شود که باعث مشکل در برنامه‌ریزی حرکتی برای اجرای وظایف یا حرکات می‌شود. ماهیت آسیب، شدت اختلال را تعیین می‌کند و نبود از دست دادن بینایی یا شنوایی یا فلج‌شدگی به توضیح سطح دشواری کمک می‌کند. کودکان ممکن است با آپراکسی زاده شوند؛ علت آن نامشخص است و علائم اغلب در مراحل نخست رشد مشاهده می‌شوند. آپراکسی وقتی که بعدتر اتفاق می‌افتد، آپراکسی اکتسابی نامیده می‌شود و به‌طور معمول توسط آسیب تروماتیک مغزی، سکته مغزی، زوال عقل، بیماری آلزایمر، تومور مغزی یا دیگر اختلالات زوال سیستم عصبی به‌وجود می‌آید.